# Eugen Ingebretsen
Eugen Ingebretsen (Oslo, 30 de dezembro de 1884 — 1949) foi um ginasta norueguês que competiu em provas de ginástica artística. Ingebretsen é o detentor de duas medalhas olímpicas, conquistadas em diferentes edições. Na primeira, os Jogos de Londres, em 1908, competiu como ginasta na prova coletiva.
Ao lado de outros 29 companheiros, conquistou a medalha de prata, após superar a nação da Finlândia e encerrar atrás da seleção sueca. Quatro anos mais tarde, na prova por equipes do sistema sueco, foi o terceiro colocado, em disputa vencida pela Suécia. Anterior a suas participações em Olimpíadas, saiu-se vencedor dos Jogos Intercalados, também na prova por equipes.